# Flughafen Foligno

i7
i11
i13
Der Flughafen Foligno (italienisch Aeroporto di Foligno; auch Foligno-Sant’Eraclio, Foligno-Sterpete oder Foligno-Spoleto, ICAO-Code: LIAF) ist der Flughafen der italienischen Stadt Foligno in der Region Umbrien. Im Gegensatz zum benachbarten Flughafen Perugia handelt es sich nicht um einen Verkehrsflughafen. Der Flughafen ist das Zentrum der Luftflotte des nationalen Zivilschutzes, hier befinden sich Einrichtungen für die Pilotenausbildung, er wird von der in Foligno beheimateten Luftfahrtindustrie benutzt und außerdem starten von hier aus einige Charter-, Billig- und Transportflüge.

## Geschichte
Die Ursprünge des Flughafens Foligno liegen in den Anfängen der Luftfahrt. Ende der 1880er Jahre fand hier vor 50.000 Menschen und in Anwesenheit von König Umberto I. eine militärische Flugschau mit Heißluftballonen statt. Zu Beginn des 20. Jahrhunderts flogen hier schon die ersten Flugzeuge. Von 1927 bis 1934 wurde Foligno von Passagiermaschinen auf der Route Rom-Venedig-Wien angeflogen. In den folgenden Jahren entstanden hier Schulen für die Pilotenausbildung und immer mehr militärische Strukturen. In den 1950er Jahren nahm für kurze Zeit die Passagierfluglinie Rom-Foligno-Ancona den Betrieb auf. In der Folgezeit wurde der Aeroclub Foligno gegründet, der eine florierende Flugschule in Betrieb nahm. In den 1990er Jahren wurde der Flughafen zu einem Zentrum des italienischen Zivilschutzes.